# Operation gegen die Marsch-Araber im Irak
Mit der Operation gegen die Marsch-Araber im Irak im Jahr 1991 sollte ein schwer zu kontrollierendes Marschgebiet im Süden des Irak bei Amara zerstört werden. Hierfür wurde zunächst ein Entwässerungsgraben angelegt. Die dadurch austrocknenden Riedwälder wurden mit Napalm entflammt, und Batteriesäure wurde in Flüsse eingeleitet. Durch den Bau verschiedener Dämme wurde das Gebiet ganz von den es speisenden Flüssen abgeriegelt und trocknete binnen weniger Jahre fast vollständig aus. Zurück blieb eine Staubwüste. Seit 2003 wird das Gebiet wieder geflutet, nach und nach erholt sich die Natur dort wieder. Der angerichtete Schaden ist jedoch immens (Stand 2016).
Diese Operation hatte den Zweck, ein Rückzugsgebiet von schiitischen und islamistischen Guerilleros zu zerstören. Von 500.000 als „Marsch-Araber“ bezeichneten Einwohnern der Region blieben lediglich 20.000, der Rest wurde vertrieben, deportiert, in den Iran abgeschoben oder ermordet. Dieser Massenmord fand als Reaktion des Baath-Regimes auf die schiitischen Aufstände im Südirak im Rahmen des Zweiten Golfkrieges statt, wurde aber gleichzeitig mit der Anfal-Operation in Kurdistan vorbereitet.